# Progressione del record mondiale del salto con l'asta maschile

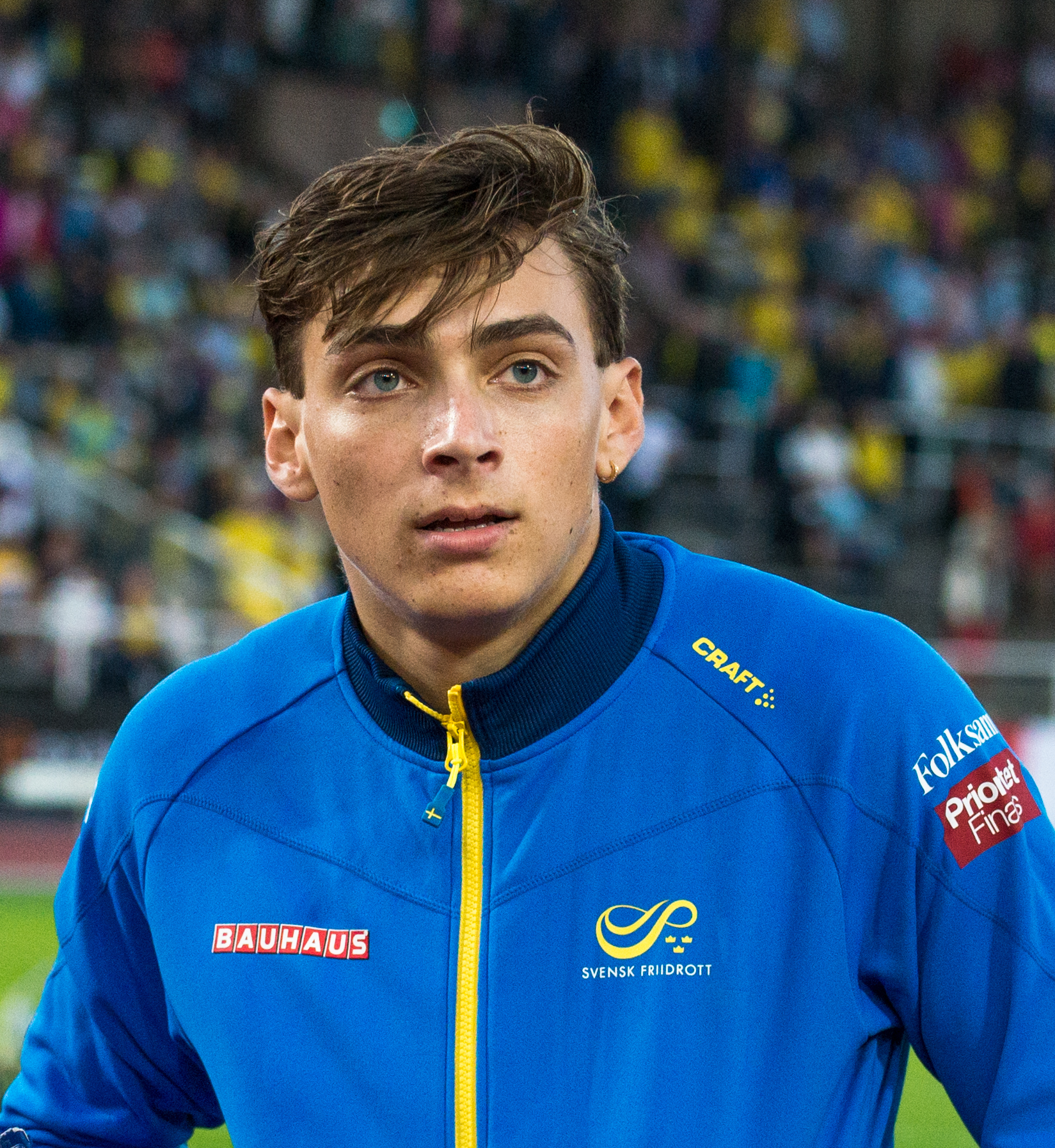
Armand Duplantis, detentore del record mondiale della specialità

La voce seguente illustra la progressione del record mondiale del salto con l'asta maschile di atletica leggera.
Il primo record mondiale maschile venne riconosciuto dalla federazione internazionale di atletica leggera nel 1912, mentre il primo record mondiale indoor risale al 1987. A oggi, la World Athletics ha ratificato ufficialmente 79 record mondiali assoluti e 18 record mondiali indoor di specialità.
I primati stabiliti indoor possono essere ratificati come record mondiale secondo la regola 260 della federazione internazionale introdotta nel 1998, che per il salto con l'asta prevede che i record possano essere stabiliti in impianti con o senza copertura. La regola non è stata applicata retroattivamente.
Il record è attualmente detenuto dallo svedese Armand Duplantis, che il 12 agosto 2025 a Budapest ha saltato l'asticella collocata all'altezza di 6,29 metri.

## Progressione

### Record assoluti
| Misura     | Atleta                | Nazione           | Luogo                      | Data              | Note |
| ---------- | --------------------- | ----------------- | -------------------------- | ----------------- | ---- |
| 4,02 m     | Marc Wright           | Stati Uniti       | Cambridge, Stati Uniti     | 6 agosto 1912     |      |
| 4,09 m     | Frank Foss            | Stati Uniti       | Anversa, Belgio            | 20 agosto 1920    |      |
| 4,12 m     | Charles Hoff          | Norvegia          | Copenaghen, Danimarca      | 3 settembre 1922  |      |
| 4,21 m     | Charles Hoff          | Norvegia          | Copenaghen, Danimarca      | 22 luglio 1923    |      |
| 4,23 m     | Charles Hoff          | Norvegia          | Oslo, Norvegia             | 13 agosto 1925    |      |
| 4,25 m     | Charles Hoff          | Norvegia          | Turku, Finlandia           | 27 settembre 1925 |      |
| 4,27 m     | Sabin Carr            | Stati Uniti       | Filadelfia, Stati Uniti    | 28 maggio 1927    |      |
| 4,30 m     | Lee Barnes            | Stati Uniti       | Fresno, Stati Uniti        | 28 aprile 1928    |      |
| 4,37 m     | Bill Graber           | Stati Uniti       | Palo Alto, Stati Uniti     | 16 luglio 1932    |      |
| 4,39 m     | Keith Brown           | Stati Uniti       | Cambridge, Stati Uniti     | 1º giugno 1935    |      |
| 4,43 m     | George Varoff         | Stati Uniti       | Princeton, Stati Uniti     | 4 luglio 1936     |      |
| 4,54 m     | Bill Sefton           | Stati Uniti       | Los Angeles, Stati Uniti   | 29 maggio 1937    |      |
| 4,54 m     | Earle Meadows         | Stati Uniti       | Los Angeles, Stati Uniti   | 29 maggio 1937    |      |
| 4,60 m     | Cornelius Warmerdam   | Stati Uniti       | Fresno, Stati Uniti        | 29 giugno 1940    |      |
| 4,72 m     | Cornelius Warmerdam   | Stati Uniti       | Compton, Stati Uniti       | 6 giugno 1941     |      |
| 4,77 m     | Cornelius Warmerdam   | Stati Uniti       | Modesto, Stati Uniti       | 23 maggio 1942    |      |
| 4,78 m     | Bob Gutowski          | Stati Uniti       | Palo Alto, Stati Uniti     | 27 aprile 1957    |      |
| 4,80 m     | Don Bragg             | Stati Uniti       | Palo Alto, Stati Uniti     | 2 luglio 1960     |      |
| 4,83 m     | George Davies         | Stati Uniti       | Boulder, Stati Uniti       | 20 maggio 1961    |      |
| 4,89 m     | John Uelses           | Stati Uniti       | Santa Barbara, Stati Uniti | 31 marzo 1962     |      |
| 4,93 m     | Dave Tork             | Stati Uniti       | Walnut, Stati Uniti        | 28 aprile 1962    |      |
| 4,94 m     | Pentti Nikula         | Finlandia         | Kauhava, Finlandia         | 22 giugno 1962    |      |
| 5,00 m     | Brian Sternberg       | Stati Uniti       | Filadelfia, Stati Uniti    | 27 aprile 1963    |      |
| 5,08 m     | Brian Sternberg       | Stati Uniti       | Compton, Stati Uniti       | 7 giugno 1963     |      |
| 5,13 m     | John Pennel           | Stati Uniti       | Londra, Regno Unito        | 5 agosto 1963     |      |
| 5,20 m     | John Pennel           | Stati Uniti       | Coral Gables, Stati Uniti  | 24 agosto 1963    |      |
| 5,23 m     | Fred Hansen           | Stati Uniti       | San Diego, Stati Uniti     | 13 giugno 1964    |      |
| 5,28 m     | Fred Hansen           | Stati Uniti       | Los Angeles, Stati Uniti   | 25 luglio 1964    |      |
| 5,32 m     | Bob Seagren           | Stati Uniti       | Fresno, Stati Uniti        | 14 maggio 1966    |      |
| 5,34 m     | John Pennel           | Stati Uniti       | Los Angeles, Stati Uniti   | 23 luglio 1966    |      |
| 5,36 m     | Bob Seagren           | Stati Uniti       | San Diego, Stati Uniti     | 10 giugno 1967    |      |
| 5,38 m     | Paul Wilson           | Stati Uniti       | Bakersfield, Stati Uniti   | 23 giugno 1967    |      |
| 5,41 m     | Bob Seagren           | Stati Uniti       | Echo Summit, Stati Uniti   | 12 settembre 1968 |      |
| 5,44 m     | John Pennel           | Stati Uniti       | Sacramento, Stati Uniti    | 21 giugno 1969    |      |
| 5,45 m     | Wolfgang Nordwig      | Germania Est      | Berlino Est, Germania Est  | 17 giugno 1970    |      |
| 5,46 m     | Wolfgang Nordwig      | Germania Est      | Torino, Italia             | 3 settembre 1970  |      |
| 5,49 m     | Christos Papanikolaou | Grecia            | Il Pireo, Grecia           | 24 ottobre 1970   |      |
| 5,51 m     | Kjell Isaksson        | Svezia            | Austin, Stati Uniti        | 8 aprile 1972     |      |
| 5,54 m     | Kjell Isaksson        | Svezia            | Los Angeles, Stati Uniti   | 15 aprile 1972    |      |
| 5,55 m     | Kjell Isaksson        | Svezia            | Helsingborg, Svezia        | 12 giugno 1972    |      |
| 5,63 m     | Bob Seagren           | Stati Uniti       | Eugene, Stati Uniti        | 2 luglio 1972     |      |
| 5,65 m     | David Roberts         | Stati Uniti       | Gainesville, Stati Uniti   | 28 marzo 1975     |      |
| 5,67 m     | Earl Bell             | Stati Uniti       | Wichita, Stati Uniti       | 29 maggio 1976    |      |
| 5,70 m     | David Roberts         | Stati Uniti       | Eugene, Stati Uniti        | 22 giugno 1976    |      |
| 5,72 m     | Władysław Kozakiewicz | Polonia           | Milano, Italia             | 11 maggio 1980    |      |
| 5,75 m     | Thierry Vigneron      | Francia           | Colombes, Francia          | 1º giugno 1980    |      |
| 5,75 m     | Thierry Vigneron      | Francia           | Villeneuve-d'Ascq, Francia | 29 giugno 1980    |      |
| 5,77 m     | Philippe Houvion      | Francia           | Parigi, Francia            | 17 luglio 1980    |      |
| 5,78 m     | Władysław Kozakiewicz | Polonia           | Mosca, Unione Sovietica    | 30 luglio 1980    |      |
| 5,80 m     | Thierry Vigneron      | Francia           | Mâcon, Francia             | 20 giugno 1981    |      |
| 5,81 m     | Vladimir Poljakov     | Unione Sovietica  | Tbilisi, Unione Sovietica  | 26 giugno 1981    |      |
| 5,82 m     | Pierre Quinon         | Francia           | Colonia, Germania Ovest    | 28 agosto 1983    |      |
| 5,83 m     | Thierry Vigneron      | Francia           | Roma, Italia               | 1º settembre 1983 |      |
| 5,85 m     | Serhij Bubka          | Unione Sovietica  | Bratislava, Cecoslovacchia | 26 maggio 1984    |      |
| 5,88 m     | Serhij Bubka          | Unione Sovietica  | Parigi, Francia            | 2 giugno 1984     |      |
| 5,90 m     | Serhij Bubka          | Unione Sovietica  | Londra, Regno Unito        | 13 luglio 1984    |      |
| 5,91 m     | Thierry Vigneron      | Francia           | Roma, Italia               | 31 agosto 1984    |      |
| 5,94 m     | Serhij Bubka          | Unione Sovietica  | Roma, Italia               | 31 agosto 1984    |      |
| 6,00 m     | Serhij Bubka          | Unione Sovietica  | Parigi, Francia            | 13 luglio 1985    |      |
| 6,01 m     | Serhij Bubka          | Unione Sovietica  | Mosca, Unione Sovietica    | 8 luglio 1986     |      |
| 6,03 m     | Serhij Bubka          | Unione Sovietica  | Praga, Cecoslovacchia      | 23 giugno 1987    |      |
| 6,05 m     | Serhij Bubka          | Unione Sovietica  | Bratislava, Cecoslovacchia | 9 giugno 1988     |      |
| 6,06 m     | Serhij Bubka          | Unione Sovietica  | Nizza, Francia             | 10 luglio 1988    |      |
| 6,07 m     | Serhij Bubka          | Unione Sovietica  | Shizuoka, Giappone         | 6 maggio 1991     |      |
| 6,08 m     | Serhij Bubka          | Unione Sovietica  | Mosca, Unione Sovietica    | 9 giugno 1991     |      |
| 6,09 m     | Serhij Bubka          | Unione Sovietica  | Formia, Italia             | 8 luglio 1991     |      |
| 6,10 m     | Serhij Bubka          | Unione Sovietica  | Malmö, Svezia              | 5 agosto 1991     |      |
| 6,11 m     | Serhij Bubka          | Squadra Unificata | Digione, Francia           | 13 giugno 1992    |      |
| 6,12 m     | Serhij Bubka          | Squadra Unificata | Padova, Italia             | 30 agosto 1992    |      |
| 6,13 m     | Serhij Bubka          | Squadra Unificata | Tokyo, Giappone            | 19 settembre 1992 |      |
| 6,14 m     | Serhij Bubka          | Ucraina           | Sestriere, Italia          | 31 luglio 1994    |      |
| 6,16 m (i) | Renaud Lavillenie     | Francia           | Donec'k, Ucraina           | 15 febbraio 2014  |      |
| 6,17 m (i) | Armand Duplantis      | Svezia            | Toruń, Polonia             | 8 febbraio 2020   |      |
| 6,18 m (i) | Armand Duplantis      | Svezia            | Glasgow, Regno Unito       | 15 febbraio 2020  |      |
| 6,19 m (i) | Armand Duplantis      | Svezia            | Belgrado, Serbia           | 7 marzo 2022      |      |
| 6,20 m (i) | Armand Duplantis      | Svezia            | Belgrado, Serbia           | 20 marzo 2022     |      |
| 6,21 m     | Armand Duplantis      | Svezia            | Eugene, Stati Uniti        | 24 luglio 2022    |      |
| 6,22 m (i) | Armand Duplantis      | Svezia            | Clermont-Ferrand, Francia  | 25 febbraio 2023  |      |
| 6,23 m     | Armand Duplantis      | Svezia            | Eugene, Stati Uniti        | 17 settembre 2023 |      |
| 6,24 m     | Armand Duplantis      | Svezia            | Xiamen, Cina               | 20 aprile 2024    |      |
| 6,25 m     | Armand Duplantis      | Svezia            | Parigi, Francia            | 5 agosto 2024     |      |
| 6,26 m     | Armand Duplantis      | Svezia            | Chorzów, Polonia           | 25 agosto 2024    |      |
| 6,27 m (i) | Armand Duplantis      | Svezia            | Clermont-Ferrand, Francia  | 28 febbraio 2025  |      |
| 6,28 m     | Armand Duplantis      | Svezia            | Stoccolma, Svezia          | 15 giugno 2025    |      |
| 6,29 m     | Armand Duplantis      | Svezia            | Budapest, Ungheria         | 12 agosto 2025    |      |

### Record indoor
| Misura | Atleta            | Nazione           | Luogo                        | Data             | Note |
| ------ | ----------------- | ----------------- | ---------------------------- | ---------------- | ---- |
| 5,97 m | Serhij Bubka      | Unione Sovietica  | Torino, Italia               | 17 marzo 1987    |      |
| 6,00 m | Rodion Gataullin  | Unione Sovietica  | Leningrado, Unione Sovietica | 22 gennaio 1989  |      |
| 6,02 m | Rodion Gataullin  | Unione Sovietica  | Homel', Unione Sovietica     | 4 febbraio 1989  |      |
| 6,03 m | Serhij Bubka      | Unione Sovietica  | Osaka, Giappone              | 11 febbraio 1989 |      |
| 6,05 m | Serhij Bubka      | Unione Sovietica  | Donec'k, Unione Sovietica    | 17 marzo 1990    |      |
| 6,08 m | Serhij Bubka      | Unione Sovietica  | Volgograd, Unione Sovietica  | 9 febbraio 1991  |      |
| 6,10 m | Serhij Bubka      | Unione Sovietica  | San Sebastián, Spagna        | 15 marzo 1991    |      |
| 6,11 m | Serhij Bubka      | Unione Sovietica  | Donec'k, Unione Sovietica    | 19 marzo 1991    |      |
| 6,12 m | Serhij Bubka      | Unione Sovietica  | Grenoble, Francia            | 23 marzo 1991    |      |
| 6,13 m | Serhij Bubka      | Squadra Unificata | Berlino, Germania            | 21 febbraio 1992 |      |
| 6,14 m | Serhij Bubka      | Ucraina           | Liévin, Francia              | 13 febbraio 1993 |      |
| 6,15 m | Serhij Bubka      | Ucraina           | Donec'k, Ucraina             | 21 febbraio 1993 |      |
| 6,16 m | Renaud Lavillenie | Francia           | Donec'k, Ucraina             | 15 febbraio 2014 |      |
| 6,17 m | Armand Duplantis  | Svezia            | Toruń, Polonia               | 8 febbraio 2020  |      |
| 6,18 m | Armand Duplantis  | Svezia            | Glasgow, Regno Unito         | 15 febbraio 2020 |      |
| 6,19 m | Armand Duplantis  | Svezia            | Belgrado, Serbia             | 7 marzo 2022     |      |
| 6,20 m | Armand Duplantis  | Svezia            | Belgrado, Serbia             | 20 marzo 2022    |      |
| 6,22 m | Armand Duplantis  | Svezia            | Clermont-Ferrand, Francia    | 25 febbraio 2023 |      |
| 6,27 m | Armand Duplantis  | Svezia            | Clermont-Ferrand, Francia    | 28 febbraio 2025 |      |